# Ивановское (Козельский район)
Ивановское — село в Козельском районе Калужской области. Входит в состав Сельского поселения «Деревня Лавровск».
Расположено примерно в 9 км к юго-западу от города Козельск.
Имеет одну улицу, названную в честь писателя, уроженца села Валентина Волкова.

## Население
| 2002 | 2010 |
| ---- | ---- |
| 0    | →0   |

## Люди, связанные с селом
- Валентин Алексеевич Волков (1936—2009) — русский прозаик, поэт.